# Гуттузо, Ренато
Рена́то Гутту́зо (итал. Renato Guttuso; 26 декабря 1911[…], Багерия, Сицилия — 18 января 1987[…], Рим) — итальянский живописец, график, почётный член Академии художеств СССР (1962). Один из создателей нового фронта искусств.

## Биография
Родился в семье землемера Джоакино Гуттузо Фазуло. Первые уроки рисования получил у сельского мастера, занимавшегося росписью повозок. Учась в лицее, посещал курсы художника-футуриста Пиппо Риццо. В 1931 году Гуттузо участвует в Куадриенналле — проходящей раз в четыре года выставке итальянских художников в Палермо, где две его картины были отмечены критикой. В 1930 году поступил на факультет права в университете Палермо. Через год оставил учёбу и переехал в Рим. Работал реставратором в галерее Боргезе. В Риме Гуттузо сближается с деятелями искусства, оппозиционными режиму Муссолини. Его статья о Пикассо (1933) в газете «Ора» повлекла за собой обвинение со стороны цензуры в нарушении общественной безопасности. Входит (1938) в арт-объединение «Корренте» («Течение»), издающее одноимённый литературно-художественный журнал. В 1940 году Гуттузо вступил в Коммунистическую партию Италии (с 1956 — в ЦК Компартии).

## Общая характеристика работ
В годы Второй мировой войны Гуттузо создаёт одно из знаменитейших своих произведений — «Распятие»: «Я хочу написать эту казнь Христа как сегодняшнюю сцену… Христос как символ всех, кто сегодня терпит оскорбления, тюрьмы, казни за свои идеи». Картина перекликается с «Герникой» — в центре композиции фигура лошади — прямая цитата шедевра Пикассо. Картина «Распятие» экспонировалась на выставке «Премио Бергамо» (1942) и вызвала недовольство Ватикана. С 1943 года Гуттузо участник движения Сопротивления в составе партизанской бригады Юга.
В 1945 году вместе с Перикле Фаццини, Антонио Корпора и несколькими другими художниками Гуттузо учредил группу Нео-кубиста

В 1946 году он был одним из руководителей группы «Новый фронт искусств» (Fronte Nuovo delle Arti). «Новый фронт искусств» объединял художников различных направлений, провозгласивших своей целью создание новых художественных ценностей. В 1948 году из-за разногласий между реалистами и абстракционистами объединение распалось. С Гуттузо остались художники, исповедующие реалистическую манеру изображения. Илья Эренбург в книге «Люди, годы, жизнь» писал: 
Гуттузо — страстный человек, настоящий южанин. До сегодняшнего дня ищет себя: хочет сочетать правду с красотой, а коммунизм с тем искусством, которое любит; он восторженно расспрашивал о Москве и богомольно смотрел на Пикассо; писал большие полотна на политические темы и маленькие натюрморты (особенно увлекала его картошка в плетёной корзине).

## Выставки признание
Первая персональная выставка Гуттузо состоялась в Лондоне в 1950 году. В 1951 году он стал лауреатом премии Всемирного совета мира за серию рисунков «С нами Бог!», посвящённую гибели 335 заложников в Адреатинских пещерах в 1944 году. Эта серия была издана отдельной книгой в 1945 году.
Наиболее публикуемый итальянский художник современности в СССР 1960—1970-х годах.

## Работы
- «Извержение Этны» (1938);
- «Казнь в поле» 1938;
- «Распятие» (1940);
- Серия акварелей «С нами бог!» (1944);
- «Захват крестьянами пустующих земель в Сицилии» (1948);
- «Серные копи» (1955);
- «Женщина у телефона» (1959);
- «Кафе „Греко“» (1976);
- «Альберто Моравиа» (1982)

Без информации о дате:
- «Ван Гог в борделе»
- «Крыши города Палермо»
- «Буги-вуги»
- «Девушки Палермо»
- «Пикассо и его персонажи»
- «Обнажённая»
- «Расстрел патриотов»
- «Натюрморт»
- «Кактус»
- «Игроки»
- «Багерия»
- «Гимнастика»
- «Балкон»
- «Француженка из Алжира»
- «Рынок Вуччирия»
- «Дома в Палермо»
- «Рокко с сыном»